# Raionul Hotin
Raionul Hotin (în ucraineană Хотинський район) era unul din cele 11 raioane administrative din regiunea Cernăuți din Ucraina, cu reședința în orașul Hotin. A fost înființat în anul 1940 după ocuparea Bucovinei de Nord de către URSS și apoi reînființat în 1944, fiind inclus în componența RSS Ucrainene. Începând din anul 1991, acest raion făcea parte din Ucraina independentă. A fost desființat în 2020, iar teritoriul său a fost inclus în componența raionului Nistru. 
Acest raion avea o suprafață de 716 km² și 72.398 locuitori (2001) , în mare majoritate de naționalitate ucraineni. Din componența raionului făceau parte orașul Hotin și 31 comune rurale (cu 38 sate). 
Înainte de ocuparea Basarabiei și Bucovinei de nord de către Uniunea Sovietică în 1940, teritoriul său a făcut parte din județul Hotin al României, fiind partea de vest a acestuia.
Etimologia
Originea numelui provine de la tribul de Goți, cu supranumele "Gotin".

## Geografie
Raionul Hotin este situat în partea de nord-est a regiunii Cernăuți, pe malul drept al râului Nistru. Distanța de la centrul raional până la centrul regional Cernăuți este de 69 km. În prezent, raionul se învecinează în partea de sud cu raionul Noua Suliță, în partea de vest cu raionul Zastavna, în partea de est cu raionul Chelmenți, în partea de nord-vest cu raionul Borșciv din regiunea Ternopil și în partea de nord-est cu raionul Kameneț-Podolsk din regiunea Hmelnițki. Partea de nord a raionului are ca graniță naturală râul Nistru.
Teritoriul raionului se află în zonă de pădure, predominând cernoziomurile.

## Economie
În raionul Hotin funcționează 12 întreprinderi industriale și 39 ferme agricole sub diferite forme de organizare. 

## Învățământ și cultură
În raionul Hotin există 38 școli, 10 instituții de învățământ preșcolar și o școală tehnică. În afară de acestea, mai există 32 cămine culturale, 37 biblioteci școlare și 24 de săli de cinema.  
De asemenea, funcționează aici o vastă rețea de facilități medicale: 7 spitale, 7 clinici, 6 ambulatorii și 29 cabinete medicale .

## Demografie
Componența lingvistică a raionului Hotin
     Ucraineană (91,57%)
     Română (6,96%)
     Rusă (1,27%)
     Alte limbi (0,13%)
Conform recensământului din 2001, majoritatea populației raionului Hotin era vorbitoare de ucraineană (91,57%), existând în minoritate și vorbitori de română (6,96%) și rusă (1,27%).
La recensământul din 1989, raionul Hotin avea 75.918 locuitori.
Conform recensământului efectuat de autoritățile ucrainene în anul 2001, populația raionului Hotin era de 72.398 locuitori, fiind împărțită în următoarele grupuri etnice:
- Ucraineni - 66.060 (91,24%)
- Moldoveni -  5.102 (7,05%)
- Ruși -  927 (1,28%)
- Români - 59 (0,08%)
- Alții - 250 (0,35%) [5].[6]

De asemenea, 15,5% din populația raionului locuia în așezări urbane (11.222 locuitori) și 84,52% în așezări rurale (61.176 locuitori).
Cele mai populate localități din raion sunt orașul Hotin - 10.438 locuitori și satele Clișcăuți - 6.551, Colencăuți - 5.245, Rucșin - 3.438, Zarojani - 3.284, Nedăbăuți - 3.168 și Șilăuți - 3.028.

## Comunitatea românească din raion
Conform datelor recensământului din 1989, locuitorii care s-au declarat români plus moldoveni din raionul Hotin erau majoritari doar în localitatea Colencăuți, unde reprezentau 87,65% din populație .

## Localități
Raionul Hotin este compus din:
- 1 oraș - Hotin - reședința administrativă

| Orașe și așezări de tip urbane |                    |               |                  |               |           |
| Nume                           | Nume               | Nume          | Nume             | Nume          | Locuitori |
| română                         | ucraineană         | ucraineană    | rusă             | rusă          | Locuitori |
| română                         | scriere ucraineană | transliterare | scriere rusească | transliterare | Locuitori |
| Hotin                          | Хотин              | Hotin         | Хотин            | Hotin         | 10.438    |

- 38 sate [8], dintre care: 
  - 31 comune sau selsoviete  astfel:

| Comune                            |                    |               |                  |               |           |
| Nume                              | Nume               | Nume          | Nume             | Nume          | Locuitori |
| română                            | ucraineană         | ucraineană    | rusă             | rusă          | Locuitori |
| română                            | scriere ucraineană | transliterare | scriere rusească | transliterare | Locuitori |
| Atachi (Otaci)                    | Атаки              | Ataki         | Атаки            | Ataki         | 836       |
| Belăuți (Bilăuți)                 | Білівці            | Bilivți       | Беловцы          | Belovți       | 1.114     |
| Bocicăuți (Bășcăuți)              | Бочківці           | Bocikivți     | Бочковцы         | Bocikovți     | 2.004     |
| Capilauca (Caplevca)              | Каплівка           | Kaplivka      | Каплевка         | Kaplevka      | 1.461     |
| Ceponosa (Cipănosu)               | Чепоноси           | Ceponosi      | Чепоносы         | Ceponosi      | 1.441     |
| Clișcăuți                         | Клішківці          | Klișkivți     | Клишковцы        | Klișkovți     | 6.551     |
| Colencăuți (Colincăuți)           | Колінківці         | Kolinkivți    | Колинковцы       | Kolinkovți    | 5.245     |
| Cristinești (Crăstinești)         | Керстенці          | Kerstenți     | Керстенцы        | Kerstenți     | 1.448     |
| Cruglic (Cruhlic)                 | Круглик            | Kruhlik       | Круглик          | Kruglik       | 1.879     |
| Darabani (Anadol)                 | Анадоли            | Anadoli       | Анадолы          | Anadoli       | 929       |
| Dăncăuți                          | Данківці           | Dankivți      | Данковцы         | Dankovți      | 1.000     |
| Dolineni                          | Долиняни           | Doliniani     | Долиняны         | Doliniani     | 1.573     |
| Gordeuți (Ghergheuți)             | Гордівці           | Hordivți      | Гордовцы         | Gordovți      | 450       |
| Grozinți (Grozănița)              | Грозинці           | Hrozinți      | Грозинцы         | Grozinți      | 2.113     |
| Hajdeu de Sus (Iarivca, Ghijdeva) | Ярівка             | Iarivka       | Яровка           | Iarovka       | 1.223     |
| Malinți (Malinița, Mălineț)       | Малинці            | Malinți       | Малинцы          | Malinți       | 2.240     |
| Nedăbăuți                         | Недобоївці         | Nedoboivți    | Недобоевцы       | Nedoboevți    | 3.168     |
| Pășcăuți                          | Пашківці           | Pașkivți      | Пашковцы         | Pașkovți      | 1.027     |
| Perebicăuți                       | Перебиківці        | Perebikivți   | Перебыковцы      | Perebikovți   | 2.292     |
| Poiana                            | Поляна             | Poliana       | Поляна           | Poliana       | 1.221     |
| Prigorodoc                        | Пригородок         | Prihorodok    | Пригородок       | Prigorodok    | 822       |
| Rașcov                            | Рашків             | Rașkiv        | Рашков           | Rașkov        | 1.120     |
| Rucșin                            | Рукшин             | Rukșin        | Рукшин           | Rukșin        | 3.438     |
| Ruhotin                           | Рухотин            | Ruhotin       | Рухотин          | Ruhotin       | 414       |
| Săncăuți                          | Санківці           | Sankivți      | Санковцы         | Sankovți      | 984       |
| Stăuceni                          | Ставчани           | Stavciani     | Ставчаны         | Stavciani     | 1.980     |
| Șilăuți                           | Шилівці            | Șilivți       | Шиловцы          | Șilovți       | 3.028     |
| Șirăuții de Sus (Șirăuți)         | Ширівці            | Șirivți       | Шировцы          | Șirovți       | 1.806     |
| Tulbureni (Crutenchi)             | Крутеньки          | Krutenki      | Крутенькы        | Krutenki      | 1.070     |
| Vorniceni                         | Ворничани          | Vorniciani    | Ворничаны        | Vorniciani    | 637       |
| Zarojani                          | Зарожани           | Zarojani      | Зарожаны         | Zarojani      | 3.284     |

- - 7 sate, care nu sunt și selsoviete, adică nu au administrație proprie, astfel:

| Sate        |                    |               |                  |               |           |                 |
| Nume        | Nume               | Nume          | Nume             | Nume          | Locuitori | Comuna          |
| română      | ucraineană         | ucraineană    | rusă             | rusă          | Locuitori | Comuna          |
| română      | scriere ucraineană | transliterare | scriere rusească | transliterare | Locuitori | Comuna          |
| Aresteuca   | Орестівка          | Orestivka     | Орестовка        | Orestovka     | 569       | Prigorodoc      |
| Blișciadi   | Блищадь            | Blișciad      | Блищадь          | Blișciad      | 134       | Ruhotin         |
| Cornești    | Корнешти           | Kornești      | Корнешты         | Kornești      | 162       | Ruhotin         |
| Grineacica  | Гринячка           | Hriniacika    | Гринячка         | Griniacika    | 160       | Ruhotin         |
| Mlinchi     | Млинки             | Mlinki        | Меленки          | Melenki       | 484       | Clișcăuți       |
| Teiul Verde | Зелена Липа        | Zelena Lipa   | Зеленая Липа     | Zelenaia Lipa | 423       | Perebicăuți     |
| Vlădicina   | Владична           | Vladicina     | Владычна         | Vladicina     | 1.742     | Șirăuții de Sus |

## Turism
Cercetările arheologice care s-au desfășurat aici au demonstrat existența unor așezări omenești pe teritoriul orașului Hotin încă din secolul al VIII-lea. Slavii estici au construit aici o fortăreață de lemn pe malul drept al Nistrului, care a fost înconjurată de case. În secolul al XIII-lea, prințul Danilo Halițchi (1201-1264), cu toate că era forțat să fie supus al Hoardei de Aur, a realizat lucrări de întărire a cetăților. El a dispus ca fortificațiile din lemn (bârne) de la Hotin să fie înlocuite cu piatră pe la anii 1240-1250. Cetatea a fost reconstruită de mai multe ori în decursul timpului și extinsă. Zidurile cetății sunt martore a mai multor evenimente istorice și a numeroase bătălii. Bătălia cea mai importantă a avut loc în anul 1621, când s-au înfruntat în fața cetății armatele aliate polono-lituaniene și a cazacilor, conduși de hatmanul Jan Karol Chodkiewich (35.000 de luptători) cu armatele zaporojenilor, conduși de hatmanul Petro Konașevici-Sahaidacinîi. Cetatea Hotinului este cel mai mare monument istoric și de arhitectură din raionul Hotin. 
Este interesant de vizitat Muzeul Civilizației Populare, aflat într-un parc din centrul Hotinului. Lângă muzeu se află Biserica "Sf. Treime", care a fost construită în perioada 1867-1868. 
Cel mai vechi monument de arhitectură este Biserica "Sf. Nicolae", este situată în partea de sud a Hotinului. Biserica are un stil mai puțin întâlnit la bisericile de patrimoniu din Ucraina, care își are originile în tradițiile mănăstirilor atonite. 
Priveliști excelente ale satelor bucovinene sunt disponibile de pe culmea dealului din satul Nedăbăuți, unde au fost construite în secolul al XIV-lea mai multe mori de vânt.
Cel mai mare sat din raionul Hotin (Clișcăuți) este renumit prin faptul că s-a născut acolo Leonid Kadeniuk (n. 1951), primul cosmonaut al Ucrainei independente (a zburat în spațiu în misiunea STS-87 din 1997 a navetei spațiale Columbia). Un muzeu dedicat cosmonautului este deschis în școala din sat. 
În cimitirul din satul Stăuceni se află un mare zid funerar de pământ. Soldații ruși care au luat parte la Bătălia de la Stăuceni în anul 1739 sunt îngropați acolo . 
O excursie pe malul drept al râului Nistru începe în Atachi, care se află la 2 km de Hotin. De pe dealul Rașcov se deschide o panoramă pitorească. Nu departe de satul Rașcov există grote de piatră săpate pe malul Nistrului. 
Pescuitul în raionul Hotin este posibil doar pe râul Nistru, putând fi prinși crapi. Pădurile din raion ocupă o suprafață de 14.000 hectare, viețuind aici animale ca vulpi, căprioare, iepuri, rațe sălbatice etc.